# Georgia Dome
Georgia Dome var en idrottsarena i Atlanta i Georgia i USA. Den var främst hemmaarena för NFL-klubben Atlanta Falcons. Den ersattes av Mercedes-Benz Stadium, som invigdes den 26 augusti 2017.

## Evenemang
- Super Bowl XXVIII
- Super Bowl XXXIV
- Olympiska sommarspelen 1996